# Bosque Rya
El  bosque Rya (sueco: Rya skog) es una reserva de naturaleza en Gothenburg, Suecia. Está localizado en la isla Hisingen, en la orilla norte del río Göta. Tiene una superficie de 17 hectáreas. Establecida en 1928,  es la reserva de naturaleza más antigua  en la provincia de Västra Götaland.
La reserva se encuentra en medio de una zona industrial concurrida, cerca de refinerías de petróleo y de la planta de tratamiento de aguas residuales de Ryaverket. A pesar de eso, muestra una flora y fauna diversa, típica de un bosque de pantanos, siendo el aliso el árbol más común. La edad de los árboles alcanza los 200 años, mientras que algunos de los robles tienen varios siglos de antigüedad. Se han encontrado muchas especies de líquenes, musgos y hongos. En la primavera, los prados de la reserva están cubiertos de anémonas de bosque (Anemone nemorosa) en flor.
El bosque alberga insectos raros, mariposas y escarabajos. Con sus numerosas aves, como el picogordo, el cárabo y la becada, también ha atraído el interés de los ornitólogos.